# 仙名秀雄
仙名 秀雄（せんな ひでお、1927年 - ）は、日本の画家。南魚沼市在住。

## 年譜
- 1927年（昭和2年）- 長野県北安曇郡白馬村出身。
  - 京都日展作家北野似悦（北野恒富の子息）に日本画を学ぶ。
- 1946年（昭和21年）- 「露天風呂」が北陸3県観光美術展「棟方志功賞」を受賞。
- 1950年（昭和25年）- 独立美術展創立20周年記念独立賞を受賞。
- 1951年（昭和26年）- 武蔵野美術学校油絵科卒業。
- 1952年（昭和27年）- 二科会新人賞と二科賞を受賞。
  - 武蔵野美術学校勤務。
- 1957年（昭和32年）-　武蔵野美術学校が武蔵野美術大学として大学に移行。
- 1958年（昭和33年）- 慶應大学美術講師。
- 1964年（昭和39年）-　フランス、ソルボンヌ大学留学。（専攻科目美学・哲学科）指導教授哲学者サルトル、森有正（森政外の子息）。
- 1967年（昭和42年）- アメリカ、シカゴ工科大学（ドイツモホールナギの成立校）で2ヶ月研修（専攻科目、自動車製作（ペンシエル）。メリコ教授の指導。
  - 国立メキシコ大学美術科部美術修復科ミノル・ヤマザキ教授（石造建築）のもとで、エジプトモニュマン修復技術を専攻。
- 1972年（昭和47年）- イタリアフィレンツェ、教会絵画グリヴェリのマグダラのマリア模写作業。
- 1973年（昭和48年）- フィレンツェ、ベッティ美術館「ラファイロの椅子」マリア模写。
- 1974年（昭和49年）- 日仏文化交流のための日仏現代美術展（フランス美術賞）。
- 1979年（昭和54年）- 世界美術学会出席（イタリヤヴェローナ、ボローニャ大学）。
  - 日本社会事業大学美術講師。
- 1990年（平成2年）- 富山大岩山日石寺（平安時代）石仏不動明王12畳版画制作。
- 1992年（平成4年）- 東京新宿中村屋創業100年記念中村屋バラモギャラリーにて絵画展。
- 1997年（平成9年）- 朝日アートギャラリーにて絵画展「ギリシャ・ローマへの道」展。
- 2000年（平成12年）- 朝日アートギャラリーにて絵画展「ギリシャ・フィレンツェへの道」展。
- 2004年（平成16年）- 朝日アートギャラリーにて木板画絵展　シリーズ源氏物語・華厳経学シリーズ・オペラ音楽シリーズ。
  - 仙名秀雄著『棟方志功と釈迦十大弟子』出版。

## 作品
- 版画作品 
  - 華厳経学・シリーズ源氏物語・オペラ音楽ワグナ